# William Lawrence Bragg
Sir William Lawrence Bragg (Adelaide, 31 marzo 1890 – Ipswich, 1º luglio 1971) è stato un fisico e cristallografo britannico.

## Biografia
Era il direttore del laboratorio Cavendish all'Università di Cambridge quando, nel 1953, Watson e Crick scoprirono la struttura del DNA.
Bragg mostrò subito un interesse per la scienza e la matematica. Suo padre, William Henry Bragg era professore di matematica e fisica all'Università di Adelaide. 
Da piccolo cadde dal triciclo e si ruppe un braccio. Il padre, che aveva letto degli esperimenti di Röntgen sui raggi X, pensò di usare questa scoperta per analizzare il braccio rotto. Questo fu il primo utilizzo chirurgico dei raggi X in Australia documentato.
Nel 1908 Bragg si diplomò in matematica, chimica e fisica. Quello stesso anno la sua famiglia si trasferì in Inghilterra poiché suo padre aveva accettato di lavorare all'Università di Leeds.
Studiò al Trinity College dell'Università di Cambridge diplomandosi in fisica nel 1911.
Il suo lavoro maggiore è la legge di Bragg che rende possibile calcolare la posizione degli atomi in un reticolo cristallino studiando la diffrazione dei raggi X. Il lavoro di ricerca di Bragg fu interrotto dalle due guerre mondiali durante le quali lavorò allo sviluppo di un apparecchio per la rilevazione della posizione dei cannoni nemici utilizzando il suono prodotto dal lancio dei proiettili.
Nell'autunno del 1915 suo fratello morì nella battaglia di Gallipoli in Turchia; nello stesso periodo egli ricevette il Premio Nobel per la fisica assieme a suo padre per gli studi condotti sull'analisi della struttura cristallina per mezzo dei raggi X divenendo il più giovane premiato a soli 25 anni.
Nel 1921 sposò Alice Hopkinson (1899–1989), cugina di un amico che era stato ucciso durante la guerra. I due ebbero quattro figli: l'ingegnere Stephen Lawrence (1923–2014), David William (1926–2005), Margaret Alice (1931), che sposò il diplomatico Mark Heath, e Patience Mary (1935). Alice fu sindaca di Cambridge tra il 1945 e il 1946.
Fu insignito della Medaglia Roebling per la mineralogia nel 1948.